# 子宫复旧
子宫复旧（英語：involution of uterus）是指子宫从妊娠状态转变为非妊娠状态的过程。这个时期的特征是卵巢功能恢复，为新的妊娠做好准备。这一生理过程是在分娩后发生的，此時子宫已不需要容纳胎儿，需由肥大的狀態复原為原來狀態。如不能顺利收缩则会导致子宫复旧不全。在复旧过程中起主要作用的是催产素。复旧完成的标志是子宫直径恢复到女性月经周期正常大小。